# Distretto di Florida
Il distretto di Florida è un distretto del Perù nella provincia di Bongará (regione di Amazonas) con 6.199 abitanti al censimento 2007 dei quali 3.570 urbani e 2.629 rurali.
È stato istituito il 3 novembre 1933.